# Sorgho-Yargo
Pour les articles homonymes, voir Sorgho (homonymie).
Ne doit pas être confondu avec Sorgho-Silmi-Mossi.
Sorgho-Yargo est une localité située dans le département de Kongoussi de la province du Bam dans la région Centre-Nord au Burkina Faso. 

## Santé et éducation
Le centre de soins le plus proche de Sorgho-Yargo est le centre médical avec antenne chirurgicale (CMA) de Kongoussi tandis que le centre hospitalier régional (CHR) se trouve à Kaya.